# Vivente rege

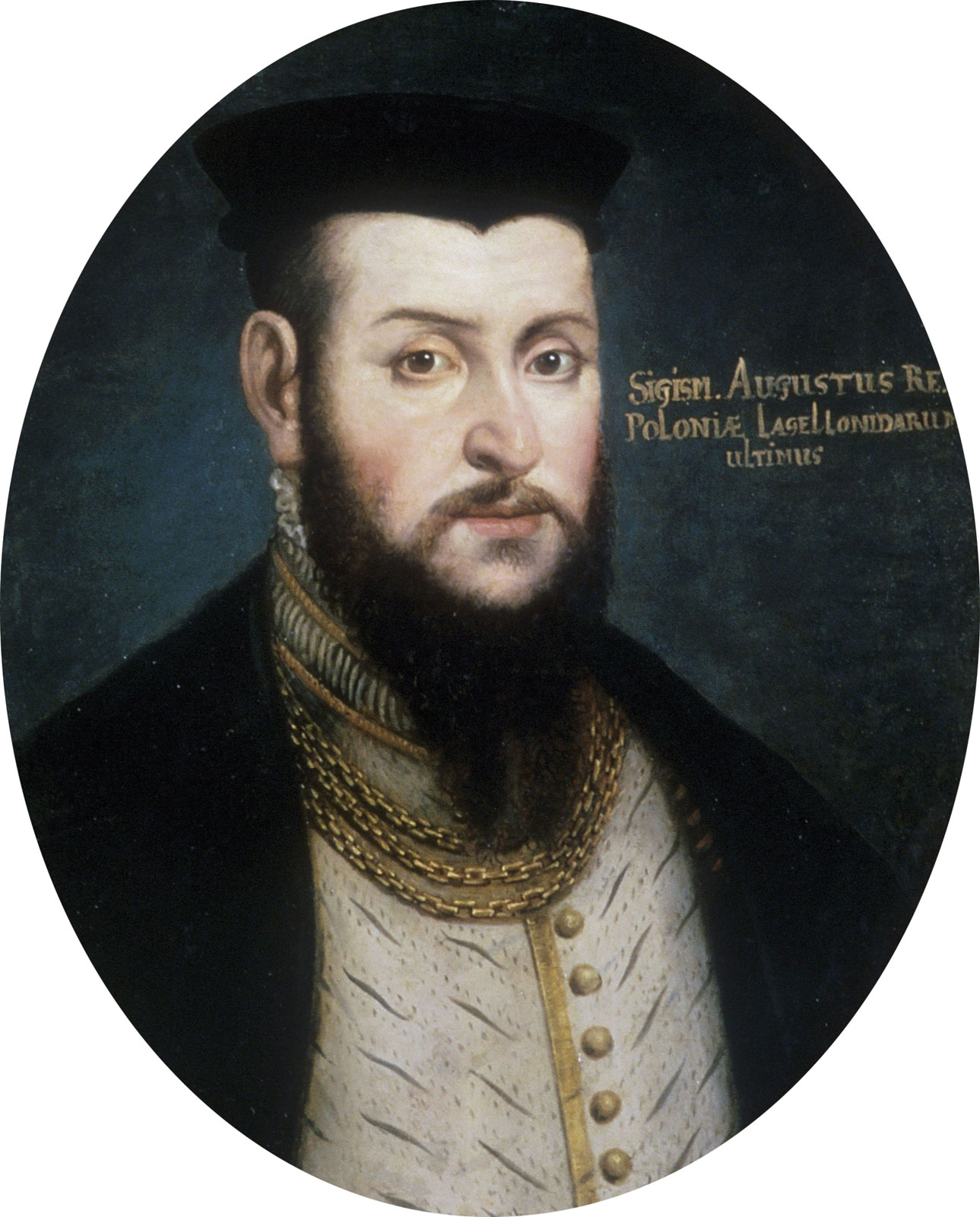
Sigismondo II Augusto di Polonia venne eletto vivente rege re di Polonia, diciotto anni prima della morte di suo padre

Vivente rege ("col re in vita") è una locuzione latina utilizzata nel linguaggio giuridico per indicare un provvedimento preso mentre un sovrano in carica è ancora in vita, mentre di norma tale provvedimento andrebbe preso dopo la sua morte. Solitamente tale provvedimento consisteva nell'elezione di un principe ereditario alla carica di sovrano o l'ottenimento da parte di questi di una parte dei titoli paterni prima della morte del genitore. 
La proposta di un'elezione vivente rege fu un elemento importante e divisivo nella politica della Polonia del XVII secolo. Alcuni sovrani, infatti, cercarono di nominare i loro figli alla carica di sovrani prima della loro morte (non necessariamente abdicando, anzi talvolta consociandosi al trono) così da garantire che un membro della propria famiglia rimanesse sul proprio trono. Data la natura prettamente elettiva del trono polacco, questo fatto trovò l'opposizione della nobiltà polacca (szlachta), i cui membri, alla morte di un sovrano, erano tutti candidati per l'elezione al trono e di conseguenza, con l'approvazione di tale costume, si sentivano privati di una parte dei propri diritti inalienabili, col rischio che la Polonia si trasformasse in una monarchia assoluta. 
Un caso storico di re eletto vivente rege fu quello di Sigismondo II Augusto di Polonia, che venne eletto alla carica di sovrano dal padre Sigismondo I di Polonia diciotto anni prima della morte di quest'ultimo. 
Un esempio di rivolta aristocratica contro le disposizioni di un sovrano intenzionato ad applicare un provvedimento vivente rege fu la ribellione di Lubomirski.